# Eritrese Askari
De Eritrese Askari waren inheemse soldaten uit Eritrea die dienst namen in het Koninklijke Korps van Koloniale Troepen (Italiaans: Regio Corpo Truppe Coloniali) van Italiaanse leger in de periode van 1889 tot 1941.
Deze soldaten speelden aanvankelijk een belangrijke rol bij de handhaving in en uitbreiding van de Italiaanse koloniën in Oost-Afrika. Zij zouden in groten getale meevechten in de Italiaanse verovering van Brits-Somaliland in 1940 en tijdens de Oost-Afrika campagne (1940-'41).

## Achtergrond
De naam Askar komt uit het Arabisch en betekent soldaat. Voordat de Italianen zich vanaf 1885 in Eritrea vestigden was het grootste deel van het gebied in handen van het Ottomaanse Rijk. Zij hadden al eeuwen de gewoonte om inheemse soldaten op te nemen in hun leger. Deze stonden bekend als de Basji-bozoek. Dat deden ze ook in Eritrea. De Italiaanse kolonel Tancredi Saletta nam een aantal Basji-bozoeks op in het Italiaanse leger. In 1889 werden in Asmara de eerste reguliere bataljons bestaande uit Eritrese soldaten gevormd. Zij werden onder de naam Askari opgenomen in het Italiaanse koloniale leger. De Askari werden voor de eerste keer in de strijd ingezet tegen de Dervisci in Soedan.
Aanvankelijk vormden de Askari alleen infanteriebataljons, hoewel er binnen het koloniale leger ook cavalerie- en artilleriebataljons actief waren. In 1922 werden de Askari opgenomen in cavalerieonderdelen die op kamelen reden. Zij werden in 1932 ook ingezet in Italiaans-Libië. Van Benito Mussolini kregen de Askari tevens een aantal gepantserde voertuigen toegewezen.
Voor de Eerste Wereldoorlog was het dienst nemen bij de Askari de belangrijkste inkomstenbron geworden voor het mannelijke deel van de bevolking. Rond 1936 ten tijde van de Tweede Italiaans-Ethiopische Oorlog had 40 procent van de Eritreeërs die in aanmerking kwam dienst genomen bij de koloniale troepen. Italiaanse officieren hadden de leiding over de Eritrese legeronderdelen. Askari werden wel benoemd tot onderofficier.

## Activiteiten

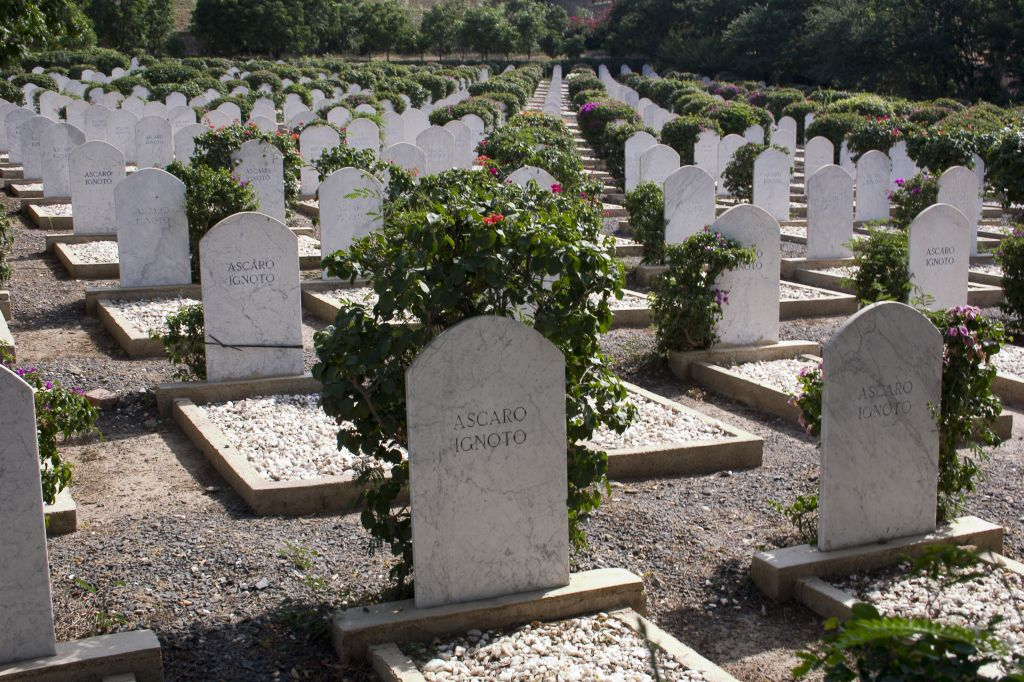
Het graf van anonieme Askari omgekomen in de Slag bij Keren

De Askari hadden een zeer gedegen reputatie, vergelijkbaar met de Gurkha's die voor Groot-Brittannië vochten. De Askari waren actief in verschillende oorlogen en veldslagen.
De belangrijkste waren:
1. Slag bij Agordat (Mahdisten-oorlog
2. Slag bij Kassala (Madhisten-oorlog)
3. Slag bij Coatif (Eerste Italiaans-Ethiopische Oorlog)
4. Slag bij Adwa. Zo'n zesduizend Askari vochten mee, zowel bij de infanterie als de artillerie. Tijdens deze slag werden ongeveer tweeduizend van hen gedood en raakten achthonderd krijgsgevangen. De Ethiopiërs amputeerden hun rechterhand en linkervoet omdat ze hen zagen als verraders.
5. Italiaanse verovering van Ethiopië. In deze oorlog waren bijna zestigduizend Askari actief. Bijna vijfduizend werden gedood.
6. Tweede Wereldoorlog. Veel Askari namen deel aan de inname van Brits-Somaliland in 1940. Na de val van Italiaans-Eritrea voegde een groep Askari zich bij de Italiaanse luitenant Amedeo Guillet (luitenant) die een guerrillaoorlog begon. Hij gaf zich in november 1941 over bij Gondar.

## Na de Tweede Wereldoorlog
Veel Askari vochten mee voor de onafhankelijk van Eritrea. Na de oorlog vormde de Italiaanse overheid een aantal organisaties die gericht waren op het welzijn van de voormalige Askari, zowel voor diegenen die in Italië als in Eritrea woonden. In 1950 werd er een pensioenfonds opgericht voor de bijna honderdveertigduizend Askari die in het Italiaanse leger hadden gediend. Zij kregen jaarlijks elk minimaal duizend dollar uitgekeerd via de Italiaanse ambassade in Asmara. In 1993 leefden er nog zo'n zestienhonderd Askari. In 2006 waren dat er ongeveer tweehonderd.